# Beverly Pepper
Beverly Pepper (* 20. Dezember 1922 in New York City, Vereinigte Staaten; † 5. Februar 2020 in Todi, Provinz Perugia, Italien) war eine US-amerikanische Malerin und Bildhauerin. Sie lebte und arbeitete im italienischen Todi und in New York City.

## Leben und Werk

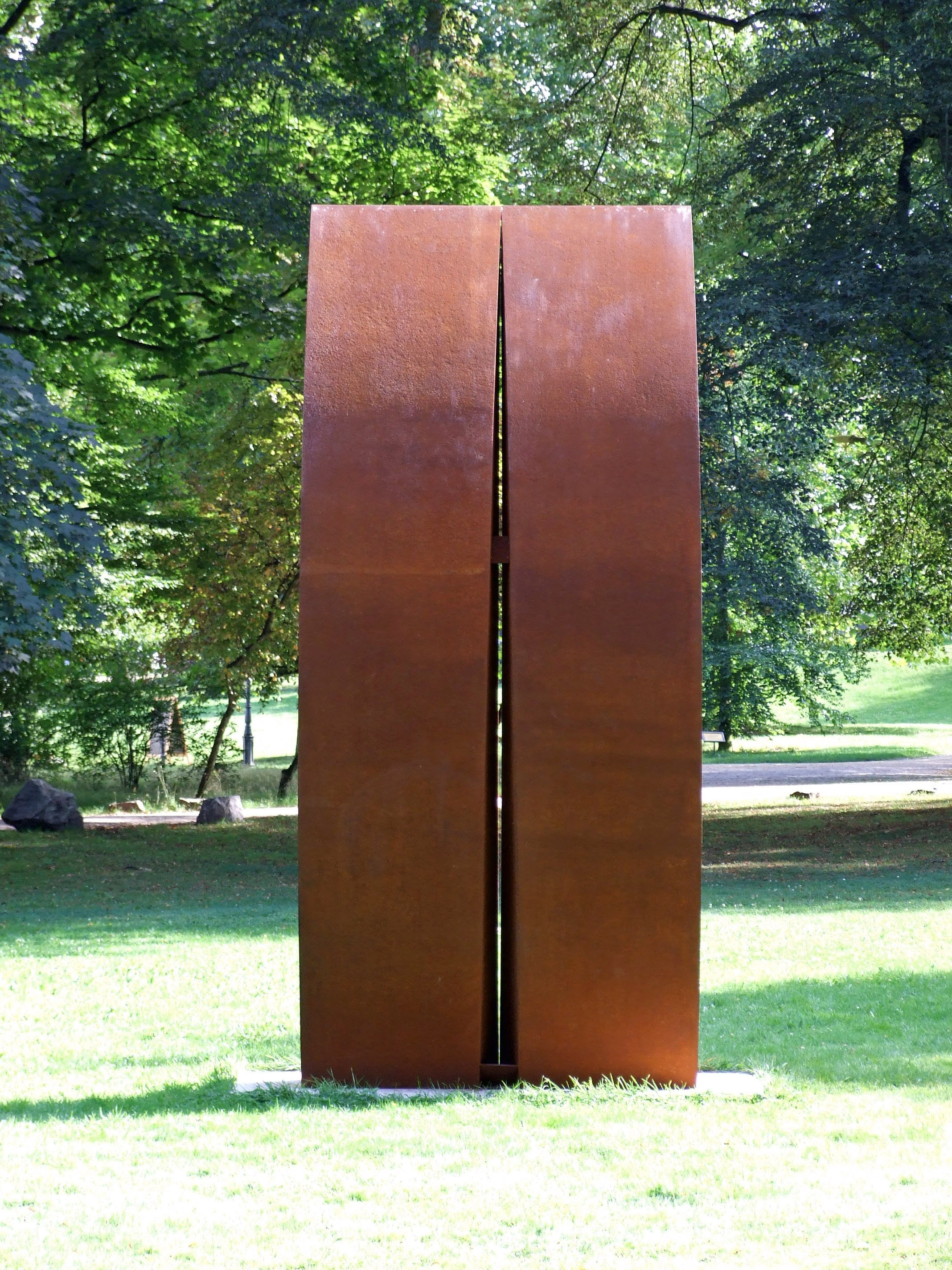
Longo Monolith im Kurpark Bad Homburg während der Blickachsen 7 (2009)

Pepper wurde 1922 als Beverly Stoll in Brooklyn geboren. Als sie den Journalisten und Autor Curtis Bill Pepper heiratete, übernahm sie dessen Namen. Pepper studierte am Pratt Institute und am Brooklyn College. Sie kannte den Künstler Frederick Kiesler und setzte ihr Studium 1949 in Paris an der Académie de la Grande Chaumière fort. Ab 1949 widmete sie sich der Malerei. Sie lernte die Arbeiten von Fernand Léger, Ossip Zadkine, Brancusi und des Kubisten André Lhote kennen. 1951 zog sie nach Todi in Italien.
Nach einem Besuch der Khmer-Tempel von Angkor Wat 1960 wandte sie sich nahezu ausschließlich der Bildhauerei und der Kunst im öffentlichen Raum zu. Der Ausstellungsmacher Giovanni Carandente lud sie 1962 zusammen mit David Smith, Alexander Calder, Arnaldo Pomodoro, Lynn Chadwick und Pietro Consagra nach Spoleto ein, um dort im Rahmen des Festival dei Due Mondi in einem Stahlwerk arbeiten zu können und ihre Skulpturen anschließend auf öffentlichen Plätzen der Stadt auszustellen. Das Schweißen lernte Pepper nebenher bei einem Schmied. In einer Fabrik in Piombino assistierte sie in drei Schichten pro Tag den dortigen Facharbeitern, um die Technik der Stahlverarbeitung zu erlernen.
Pepper nutzte als einer der ersten Bildhauer Cortenstahl – seit sie 1964 in einem Stahlwerk in Conshohocken, Pennsylvania (USA), gearbeitet hatte. Außerdem arbeitete sie mit rostfreiem Stahl, Bronze, Stein und Gusseisen. Seit den 1970er Jahren schuf sie zudem immer wieder monumentale Werke, die der Land Art zuzurechnen sind.
Beverly Pepper war verheiratet mit dem Journalisten und Autor Curtis Bill Pepper, mit dem sie eine gemeinsame Tochter hat, die Lyrikerin Jorie Graham (* 1950).

„Seeing, touching, and the physical sensory engagement is the way into my sculpture; my intention is that the meaning of my work rests in experiencing it.
Der Weg in meine Skulpturen führt über das Sehen, das Berühren und die physische Sinneseinwirkung; meine Absicht ist, dass die Bedeutung meiner Arbeit in der Erfahrung liegt.“

„I create work to discover it. To make its acquaintance. To sculpt a space. A sudden, energetic space.
Ich schaffe Arbeit, um sie zu entdecken. Um sie kennenzulernen. Um einen Raum zu gestalten. Einen plötzlichen, energetischen Raum.“

Pepper stellte regelmäßig in der André Emmerich Gallery, New York, und in der Marlborough Galerie in Rom und New York aus.
Im Jahr 2019 schenkte sie der Stadt Todi, deren Ehrenbürgerin sie war, sechzehn Skulpturen, die Teil des neu eröffneten Beverly Pepper Skulpturenparks sind.

## Preise und Auszeichnungen (Auswahl)
- 2013: Lifetime Achievement Award, International Sculpture Center (mit Nancy Holt)[6]
- 2011: gewähltes Mitglied der National Academy of Design, New York[7]
- 2007: Pratt Alumni Achievement Award, Pratt Institute Brooklyn, New York City
- 2003: Alexander Calder Preis für Skulptur, Sache, Frankreich
- 1994: Outstanding Achievement in the Visual Arts, Women’s Caucus for Art, Queens Museum of Art, Queens, New York
- 1987: Accademico di Merito, Accademia di Belle Arti, Perugia, Italien
- 1983: Ehrendoktor am Maryland Institute, Baltimore, Maryland
- 1982: Ehrendoktor am Pratt Institute, Brooklyn, New York City
- Orden: Ordre des Arts et des Lettres, Frankreich[8]

## Einzelausstellungen
- 2018: Drawn Into Form: Sixty Years of Drawings and Prints by Beverly Pepper, Frederik Meijer Gardens and Sculpture Park, Grand Rapids, Michigan
- 2014: Beverly Pepper all’Ara Pacis. Museo dell’Ara Pacis, Rom
- 2012: Beverly Pepper: Palingenesis 1965–2012. Frederik Meijer Gardens and Sculpture Park, Grand Rapids, Michigan
- 2011: Stone and Steel: Small Works by Beverly Pepper. Georgia Museum of Art, Athens (Georgia)
- 2004: Beverly Pepper: Una poètica de l’espai. Casal Solleric, Mallorca
- 1997: Beverly Pepper a Forte Belvedere, Trent’Anni di Sculptura. Fortezza di Santa Maria, San Giorgio del Belvedere, Florenz
- 1991: Metropolitan Museum of Art, New York City; Contemporary Sculpture Center, Tokyo
- 1987: André Emmerich Gallery, New York. Katalog von Ronny Cohen
- 1976: San Francisco Museum of Art
- 1971: Galerie Hella Nebelung, Düsseldorf
- 1965: Marlborough Galleria d’Arte, Rom. Katalog von M. Gendel
- 1952: Galleria dello Zodiaco, Rom. Katalog von Carlo Levi

## Gruppenausstellungen
- 2011: 54. Biennale von Venedig, Venedig
- 1977: documenta 6, Kassel
- 1972: 23. Biennale Venedig